# Free Standards Group
Die Free Standards Group (FSG) war eine 1998 gegründete, unabhängige und gemeinnützige Organisation mit dem Ziel, die Nutzung freier und quelloffener Software durch die Entwicklung und Verbreitung entsprechender Standards zu stärken. Das bekannteste Projekt der Free Standards Group war die Arbeitsgruppe der Linux Standard Base.
2007 fusionierte sie mit Open Source Development Labs (OSDL) zur Linux Foundation, die die Aufgaben, die Projekte und die Mitglieder sowohl von der Free Standards Group als auch von den Open Source Development Labs übernahm. Die Free Standards Group konzentrierte sich zuletzt auf folgende Hauptaufgaben:
- Entwicklung und Verbesserung bestehender Standards
- Entwicklung und Implementation von Test- und Zertifizierungsprogrammen zur Unterstützung dieser Standards
- Durchsetzung des LSB-Labels bei Distributoren und Programmen

Die Gruppe wurde dabei von Unternehmen aus dem Linux-Umfeld unterstützt, dazu gehörten 2006 unter anderem Red Hat, Novell, Mandriva, Progeny, Turbolinux, Red Flag Software, Miracle Linux, Beijing Co-Create Software Company, Sun Wah Linux, Thiz Linux, IBM, Intel, HP, AMD, Dell, Sun Microsystems, Veritas Software, BakBone Software, Google, Qt Software und MySQL.

## Arbeitsgruppen
Neben der Arbeitsgruppe der Linux Standard Base gab es noch weitere Arbeitsgruppen, die sich mit einer Standardisierung beschäftigten. So arbeitete die Gruppe OpenI18n an einer Basis für die sprachliche Internationalisierung von Programmen und Distributionen, um diese später wiederum einfacher zu lokalisieren. Die Arbeitsgruppe OpenPrinting beschäftigte sich mit den Ansprüchen an professionelle Drucker-Lösungen wie Management, Verlässlichkeit, Sicherheit, Skalierbarkeit usw., während die Gruppe Accessibility Standards definierte, um den Zugang zu Linux-Systemen auch behinderten Menschen zu ermöglichen. Andere, teilweise kleinere Arbeitsgruppen, beschäftigten sich jeweils mit anderen Teilbereichen zum Gesamtthema Standardisierung von Linux.